# 新干站
新幹站位于江西省吉安市新干县金川镇，是京九铁路的一座火车站，等级为四等站，距北京西站1589公里，距常平站726公里，本站及相邻上下行区间均为电气化区段。车站建于1996年，现办理客货运业务。